# Ngọc Động, Hà Quảng
Ngọc Động là một xã thuộc huyện Hà Quảng, tỉnh Cao Bằng, Việt Nam.

## Địa lý
Xã Ngọc Động nằm ở phía tây nam huyện Hà Quảng, có vị trí địa lý:
- Phía đông giáp thị trấn Thông Nông và xã Đa Thông
- Phía tây giáp huyện Bảo Lạc và xã Yên Sơn
- Phía nam giáp các xã Lương Can, Thanh Long và Yên Sơn
- Phía bắc giáp xã Đa Thông và xã Lương Thông.

Xã Ngọc Động có diện tích 35,60 km², dân số năm 2019 là 1.735 người, mật độ dân số đạt 49 người/km².
Trên địa bàn xã có các ngọn núi như Ôc Phầu, Lũng Xì Tủng, Phùng Lũng, Phặt Phìn, Thôm Cán.

## Hành chính
Xã Ngọc Động được chia thành 6 xóm: Cốc Phát, Hòa Chung, Ngọc Chung, Nặm Ngùa, Phiêng Pục, Mần Thượng Hạ.

## Lịch sử
Trước năm 1966, xã Ngọc Động thuộc huyện Hà Quảng.
Ngày 7 tháng 4 năm 1966, Hội đồng Chính phủ ban hành Quyết định 67-CP về việc chuyển xã Ngọc Động sang trực thuộc huyện Thông Nông mới thành lập.
Đến năm 2019, xã Ngọc Động được chia thành 11 xóm: Bó Mjoọc, Lũng Nhùng, Tàn Tó, Thin Thượng, Lũng Vần, Nặm Ngùa, Thượng Hạ, Tấn Hẩu, Phiêng Pục, Lũng Nặm, Cốc Phát.
Ngày 9 tháng 9 năm 2019, Hội đồng Nhân dân tỉnh Cao Bằng ban hành Nghị quyết số 27/NQ-HĐND về việc:
- Sáp nhập xóm Tàn Tó và một phần xóm Thin Thượng thành xóm Hòa Chung
- Sáp nhập phần còn lại của xóm Thin Thượng vào xóm Nặm Ngùa
- Sáp nhập xóm Bó Mjoọc vào xóm Phiêng Pục
- Sáp nhập xóm Lũng Nặm vào xóm Cốc Phát
- Sáp nhập ba xóm Lũng Nhùng, Tấn Hẩu và xóm Lũng Vần thành xóm Ngọc Chung

Ngày 1 tháng 2 năm 2020, sáp nhập toàn bộ diện tích và dân số của huyện Thông Nông trở lại huyện Hà Quảng. Xã Ngọc Động thuộc huyện Hà Quảng như hiện nay.